# Mirjam en Karin van Breeschoten
Mirjam en Karin van Breeschoten (Rotterdam, 15 november 1970) zijn twee voormalige fotomodellen die als een eeneiige tweeling werkzaam waren.
In de zomer van 1984 werden zij op een naaktstrand ontdekt door een fotograaf van Playboy. Dit zorgde er uiteindelijk voor dat zij in juni 1988 de playmates van de maand voor de Nederlandse versie van dit blad werden. In september 1989 werden zij playmate van de maand (cover- en centerfoldmodel) voor de Amerikaanse versie. Er kwam abrupt een einde aan hun carrière toen Karin zwanger werd.
Op 12 februari 2015 werkten beiden mee aan het TROS-programma Het mooiste meisje van de klas, waarin zij vertelden hoe ze 30 jaar daarvoor opgroeiden in het Zuid-Hollandse Maassluis en hoe ze tijdens en na hun schoolperiode hadden geleefd.
Op 9 januari 2017 verschenen zij in het EO-programma Het Familiediner, in een poging om een jarenlange durende ruzie tussen beiden op te lossen.